# Акт о Судском комитету 1833.
Акт о Судском комитету 1833. (енгл. Judicial Committee Act 1833) јесте закон који је усвојио Парламент Уједињеног Краљевства којим је основан Судски комитет Државног савјета.
Према закону Судски комитет су састављали државни савјетници са функцијама лорда предсједника Савјета, лорда канцелара, лорда чувара или првог лорда повјереника Великог печата, лорда главног судије или судије Суда краљевског стола, Master of the Rolls, вицеканцелара, лорда главног барона или барона Суда благајне и још неких високих судија. Такође, монарх је имао право да именује још два члана из реда државних савјетника.
Судски комитет Државног савјета је био највиши суд поред Дома лордова. Неке од његових надлежности су Уставним реформским актом 2005. пренесене на Врховни суд Уједињеног Краљевства.